# Lourde (ruisseau)
Pour les articles homonymes, voir Lourde.
La Lourde est un ruisseau français de la région Nouvelle-Aquitaine, dans le département de la Dordogne, affluent de l'Auvézère et sous-affluent de l’Isle, dans le bassin collecteur de la Dordogne.

## Toponymie
En occitan, le cours d'eau prend le nom de Lorda[réf. nécessaire].

## Géographie

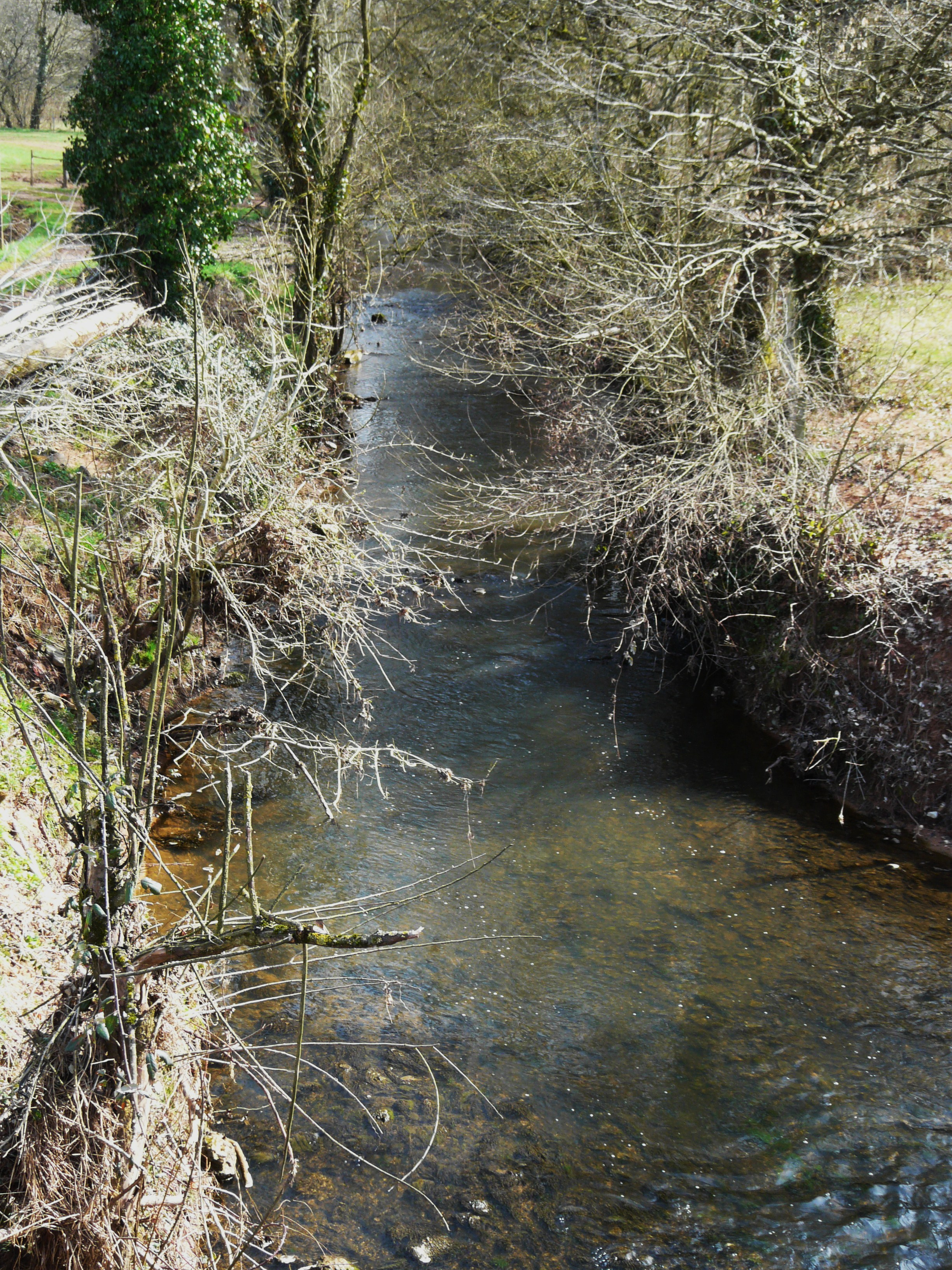
La Lourde à Saint-Martial-Laborie (Cherveix-Cubas). Vue vers l'amont.

Longue de 12,8 km, la Lourde prend sa source vers 210 mètres d'altitude, en limite des communes de Teillots et Badefols-d'Ans, au lieu-dit la Gare, deux kilomètres et demi au sud-est du bourg de Teillots.
Dans sa partie amont, elle sert de limite naturelle aux communes de Teillots et Boisseuilh au nord, d'une part, et Badefols-d'Ans et Hautefort au sud, de l'autre.
Elle passe en contrebas et au nord du bourg de Hautefort puis conflue en rive gauche de l'Auvézère à moins de 140 mètres d'altitude sur la commune de Cherveix-Cubas, à l'ouest de celle-ci, environ 500 mètres au nord-ouest du village de Saint-Martial-Laborie.

### Communes et cantons traversés
Dans le seul département de la Dordogne , la Lourde arrose les cinq communes, dans le seul canton de Hautefort, dans l'arrondissement de Périgueux, d'amont en aval, Badefols-d'Ans (source), Teillots (source), Boisseuilh, Hautefort, Cherveix-Cubas (confluence).

### Bassin versant
La Lourde traverse la seule zone hydrographique de 'La Lourde' (P635) de 52 km2 de superficie. Ce bassin versant est constitué à 65,85 % de « territoires agricoles », à 32,58 % de « forêts et milieux semi-naturels », à 1,56 % de « territoires artificialisés ».

## Affluents
La Lourde a neuf tronçons affluents répertoriés dont la Beuze, en rive gauche, longue de 5,8 km sur les deux communes de Nailhac (source) et Hautefort (confluence), qui possède deux affluents en rive gauche : un affluent sans nom, long d'un kilomètre, sur la seule commune de Nailhac, et le Thévenot, 4,3 km, sur les deux communes de Nailhac (source) et Hautefort (confluence), et qui traverse l'Étang du Coucou.
Le rang de Strahler de la Lourde est donc de trois.

## À voir
- Le château d'Hautefort
- L'église Saint-Martial-Laborie à Cherveix-Cubas